# Zimmer (automóviles)
Zimmer fue una empresa fabricante de automóviles estadounidense, dedicada a la construcción de vehículos de lujo de estilo antiguo entre 1978 y 1988. Sus principales modelos fueron el Quicksilver y el Golden Spirit. En 1998 se reflotó la compañía con el nombre de Zimmer Motor Car Company, que acabó por cerrarse definitivamente en 2018.

## Historia

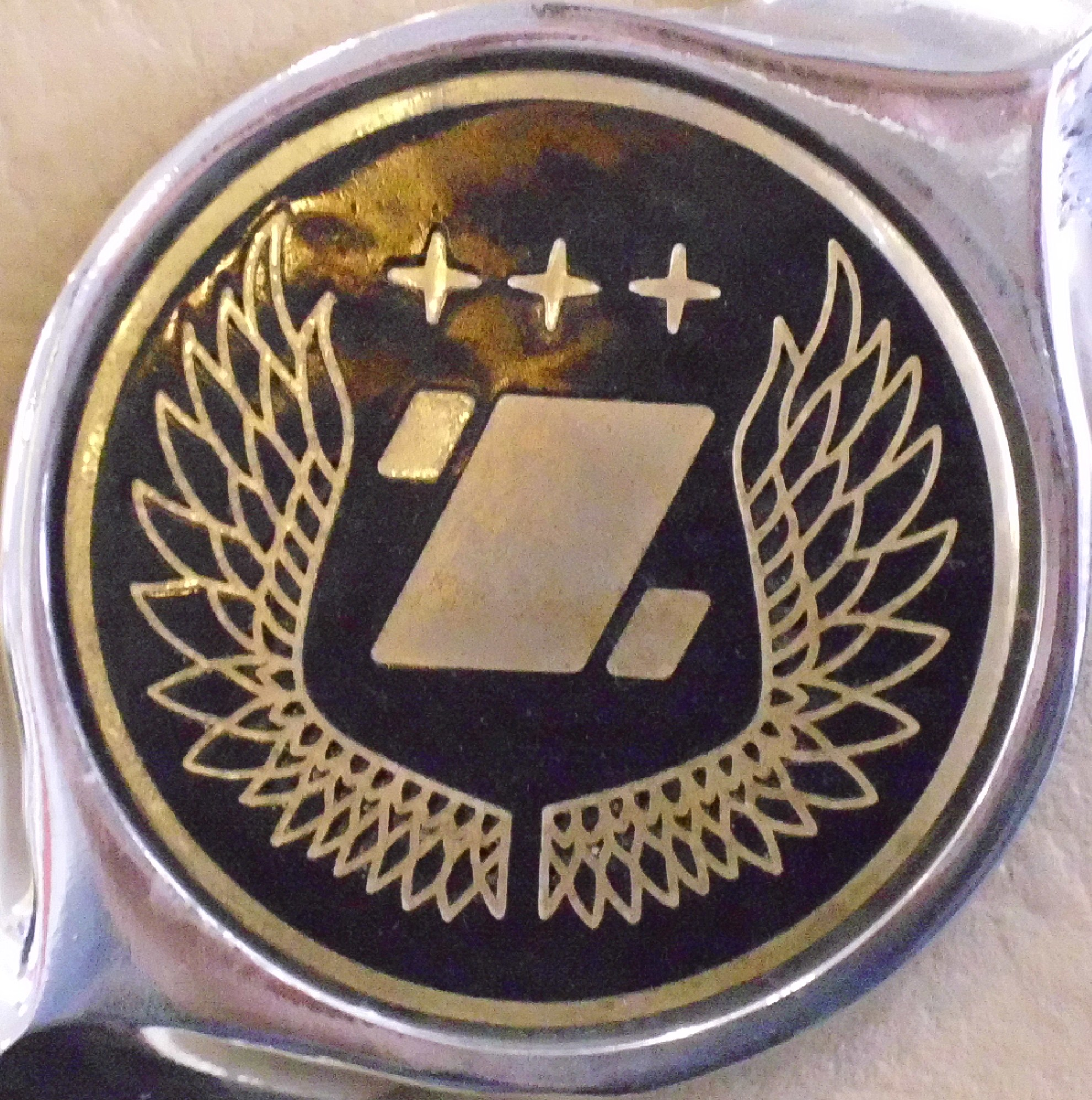
Emblema

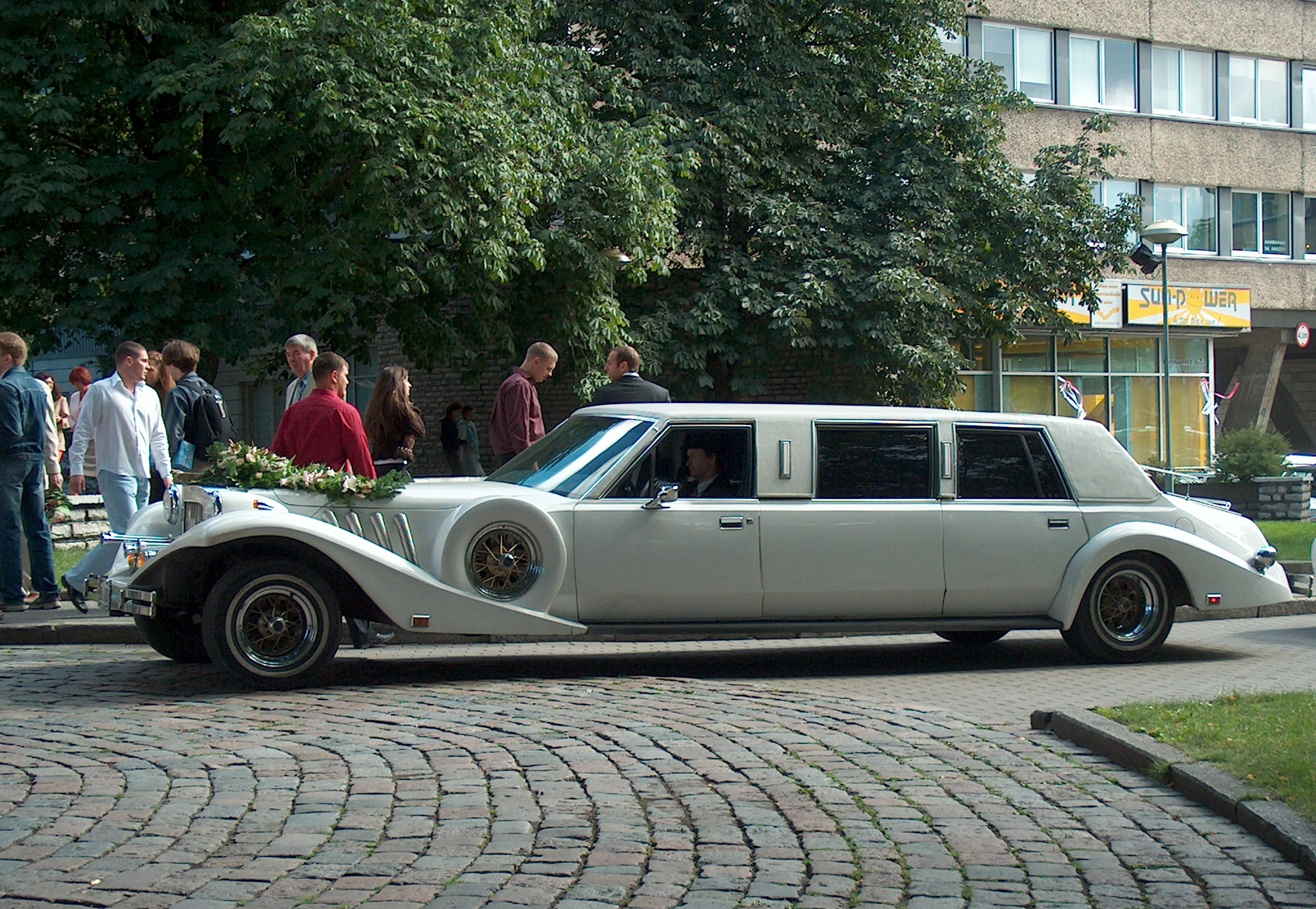
Limusina Golden Spirit Zimmer

El 26 de marzo de 1980, Paul H. Zimmer fundó la "Zimmer Motor Cars Corporation" como fabricante de automóviles neoclásicos. La sede de la compañía estaba en Pompano Beach en Florida. La idea de construir estos vehículos surgió durante una cena conjunta entre Paul H. Zimmer y su hijo Bob, en la que Paul esbozó el diseño de un vehículo que se materializó con el Golden Spirit. En su apogeo en la década de 1980, la compañía tenía 175 empleados, ventas anuales de 25 millones de dólares y era altamente rentable. En 1988, Bob Zimmer vendió sus acciones para hacerse cargo de un concesionario de automóviles. Poco tiempo después, su padre Paul Zimmer se retiró de la empresa, después de sufrir un infarto agudo de miocardio. Un grupo de empleados y miembros de la junta intentaron continuar con las operaciones, pero no pudieron compensar la pérdida de los miembros de la familia fundadora, por lo que la empresa fue declarada insolvente, lo que supuso la quiebra de la compañía matriz Zimmer Corporation, con una facturación anual de 325 millones de dólares.

### Rescate
En septiembre de 1996, Art Zimmer, que no estaba relacionado con la familia Zimmer fundadora de la compañía, se enteró de la existencia de la marca de automóviles que llevaba su apellido en un concesionario de automóviles local, y compró el Silver Spirit que se ofrecía allí. A continuación, fundó el Zimmer Motor Car Club para los propietarios de los coches Zimmer, que ya contaba con 500 miembros en 2001 y más de 700 en 2006. Posteriormente adquirió los derechos del nombre Zimmer Motor Cars y los activos de la antigua Zimmer Motorcars Corporation. El 24 de abril de 1997 fundó la Art Zimmer Neo-Classic Motor Car Company Ltd. en Hamilton, en el estado de Nueva York. El propio fabricante utiliza el nombre de la empresa Zimmer Motor Car Company, con sede en Closter, Nueva Jersey. La planta de fabricación de la empresa se instaló en Cambridge, Maryland, y en diciembre de 1998 se completó y se envió el primer nuevo Zimmer Golden Spirit. En los años siguientes, la empresa produjo entre 10 y 20 vehículos al año. La empresa finalmente se disolvió el 15 de junio de 2018.

## Modelos
Zimmer produjo esencialmente dos series de modelos. La producción siempre se hizo a pedido individual y teniendo en cuenta los requerimientos de equipamiento del cliente, quien así recibía un vehículo de lujo a su medida. Los coches se vendían a través de una red de distribuidores con varias sucursales en Estados Unidos y alguna en otros países, como por ejemplo en Arabia Saudita.

### Golden Spirit

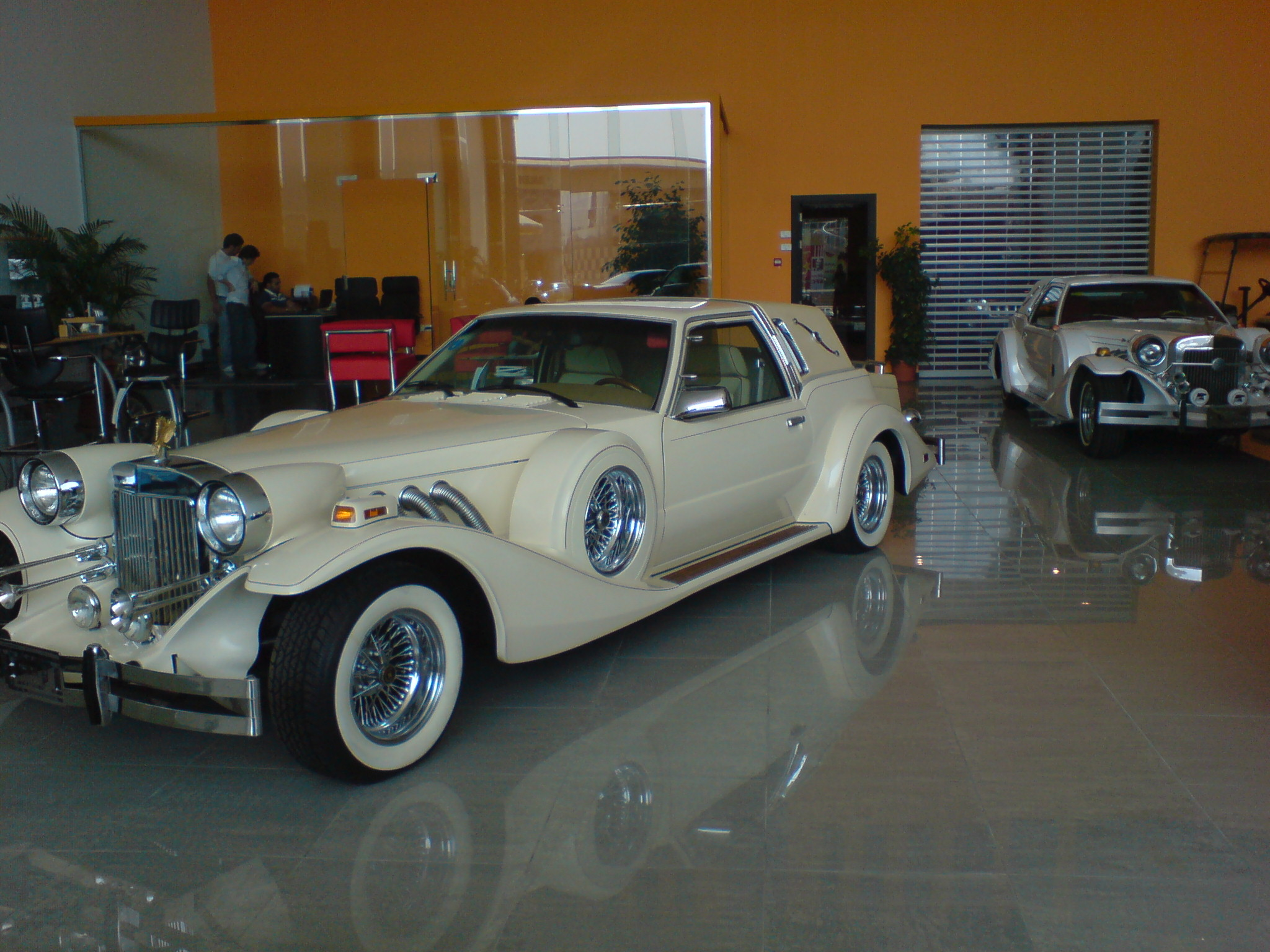
Golden Spirit en Yeda, Arabia Saudita

El Golden Spirit fue el buque insignia de la Zimmer Motorcars Corporation. El vehículo, basado en un diseño retro de la década de 1930, se construyó entre 1978 y 1988 como cupé y sedán, llegándose a producir más de 1500 unidades. El Golden Spirit de dos puertas se basó en el chasis y la transmisión del Ford Mustang, cuyo bastidor se extendió a la distancia entre ejes necesaria para montar la carrocería. Los modelos de cuatro puertas se basaron en el Lincoln Town Car, también del Grupo Ford Motor Company. Los números de identificación de los vehículos originales se conservaron, ya que cumplían con todas las características de seguridad requeridas en los EE. UU. por entonces. Ambos vehículos tenían la ventaja de que podían ser reparados y mantenidos en talleres Ford o Lincoln-Mercury con repuestos originales.

### QuickSilver

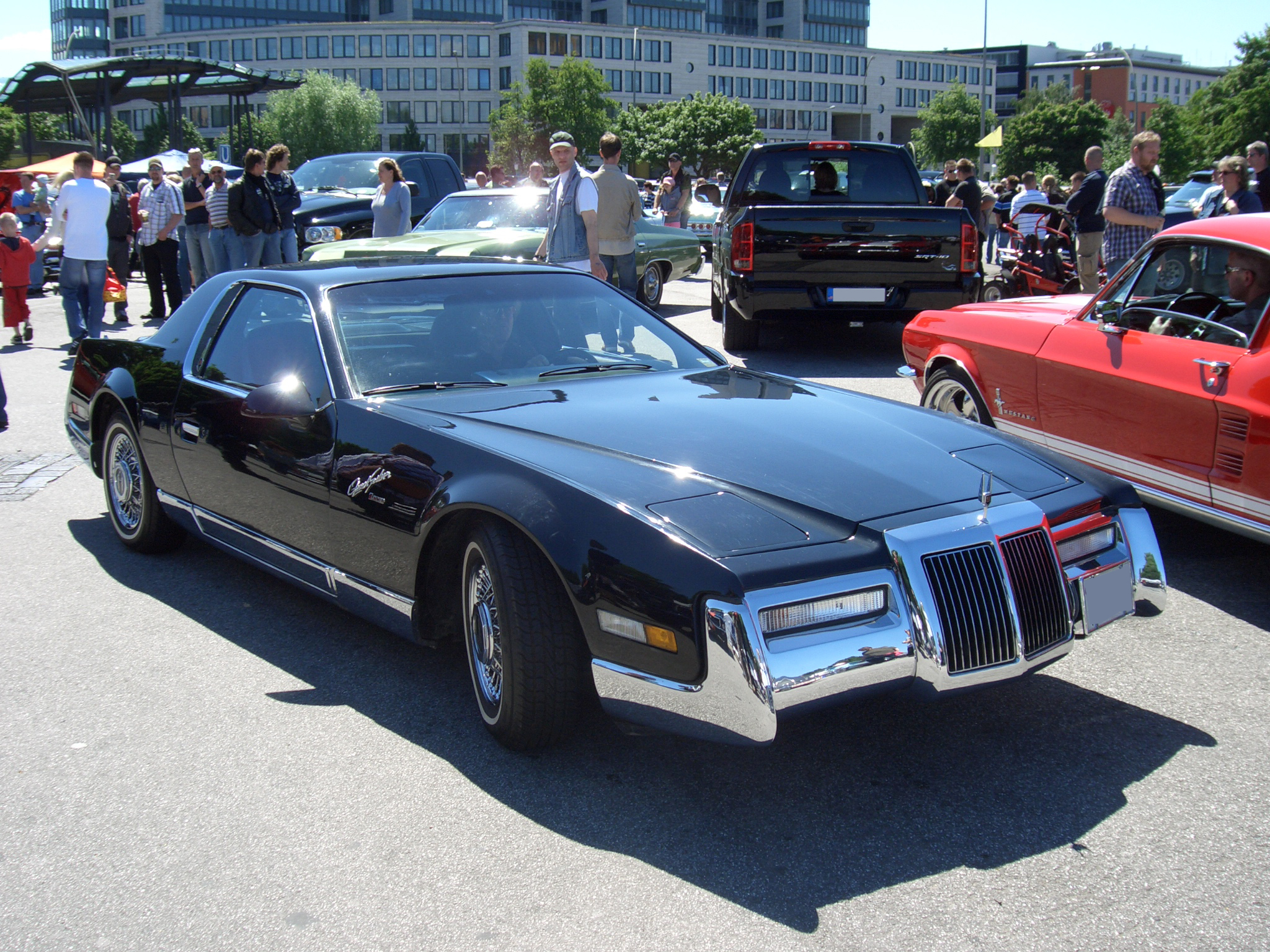
Zimmer QuickSilver

El segundo modelo fue el QuickSilver, un cupé deportivo con un motor central que se construyó entre 1984 y 1988. En los cuatro años de su producción, se fabricaron alrededor de 170 vehículos, con precios de venta de entre 48.000 y 52.000 dólares. El QuickSilver se basaba en el Pontiac Fiero, alargado 40 cm por delante del pilar A. Tenía el diseño clásico de finales de la década de 1970 y principios de la de 1980, con una sección frontal alargada, un distintiva parrilla cromada y faros escamoteables. Medía 4795 mm de largo, 1800 mm de ancho y 1210 mm de alto, con una batalla de 2780 mm. El peso en vacío era de 1325 kg. Al igual que con el Pontiac Fiero, la carrocería estaba hecha de plástico reforzado con fibra de vidrio. Se suponía que el vehículo competiría en el segmento de los vehículos personales de lujo, pero su motor V6 de gasolina con 2.8 litros de cilindrada y solo unos 140 CV (103 kW) y un par máximo de 231 Nm era claramente insuficiente en comparación directa con los modelos de la competencia. El coche, un tracción trasera impulsado por una transmisión automática de 3 velocidades, alcanzaba una velocidad máxima de 195 km/h, con una aceleración de 0 a 60 mph en 10 segundos. El radiador y un pequeño maletero para el equipaje se encontraban debajo de un capó con las bisagras delanteras, y disponía de otro compartimento ubicado detrás del motor, en la parte trasera del vehículo. El interior constaba en gran parte de piezas estándar mejoradas del Fiero.

## Propietarios famosos
- Entre los propietarios conocidos de estos vehículos figuraron Shaquille O'Neal, Hulk Hogan, Dean Martin, Frank Sinatra, Dolly Parton, Liberace, Willie Nelson, Sylvester Stallone, Jesse Ventura, Jackie Gleason, Matthew Broderick, Bill Monroe y Chuck Connors.[9]